# Њирбогат
Њирбогат (мађ. Nyírbogát) је град у жупанији Саболч-Сатмар-Берег, у региону Северне Велике равнице у источној Мађарској.

## Географија
Покрива површину од 5.536 km2 (2.137 sq mi) и има популацију од 3.105 становника (2015).
Име Њирбогат је пореклом из личног имена, преузето је од вође Богата који је живео у ери Арпада. Префикс брезе његовог имена односи се на пејзажну јединицу.

## Историја
Насеље и околина су насељени већ у каменом добу. Име насеља се први пут помиње у сведочанствима из 1310. године, као име локалног племића. Његови први познати власници били су чланови породице Калај, који су га поседовали до краја 1300-их.
Место је било власништво Филопа Богатија и његовог сина раних 1400-их.
Краљ Жигмунд је 1404. године лишио Жигмонда Богатија његовог имања због нелојалности, које је касније вратио као краљевску донацију. Године 1405. насеље је припадало породицама Богати, Челеј Изепи и Добај. Године 1425. власници су биле породице Беке и Ричеи из Бакса.
Њирбогат је добио статус града од 1. септембра 2021. године.

## Становништво
Године 2001. 99% становништва насеља се изјаснило као Мађари, 1% Роми.
Током пописа 2011. године, 89,2% становника се изјаснило као Мађари, 3,1% као Роми, 0,3% као Немци, 0,3% као Румуни и 0,2% као Украјинци (10,8% се није изјаснило; због двоструког идентитета, укупно може бити већи од 100%). Верска дистрибуција је била следећа: римокатолици 13,1%, реформисани 41,3%, гркокатолици 19,8%, лутерани 0,2%, неденоминациони 3,6% (20,8% није одговорило).